# جاش هروپ
جاش هروپ (انگلیسی: Josh Harrop؛ زادهٔ ۱۵ دسامبر ۱۹۹۵) بازیکن فوتبال اهل انگلستان است که برای منچستر یونایتد در پست هافبک بازی می‌کند.
وی همچنین در تیم ملی فوتبال زیر ۲۰ سال انگلستان بازی کرده است.

## حرفه
او که محصول آکادمی منچستر یونایتد است در آخرین بازی منچستر یونایتد در فصل ۱۷–۲۰۱۶ در مقابل کریستال پالاس برای اولین بار برای این تیم به میدان رفت و موفق شد اولین گل این تیم را در پیروزی ۲–۰ در آن بازی به ثمر برساند و به صدمین بازیکنی تبدیل شود که برای منچستر یونایتد در تاریخ لیگ برتر گلزنی کرده است.